# Islote de Lobos
Islote de Lobos este o arie protejată (arie specială de conservare — SAC, sit de importanță comunitară — SCI) din Spania întinsă pe o suprafață de 452,7 ha, integral pe uscat.

## Localizare
Centrul sitului Islote de Lobos este situat la coordonatele 28°45′00″N 13°49′18″W / 28.7501°N 13.8216°V.

## Înființare
Situl Islote de Lobos a fost declarat sit de importanță comunitară în octombrie 1999 pentru a proteja 2 specii de plante și 1 specie de animale. Situl a fost protejat și ca arie specială de conservare în ianuarie 2010.

## Biodiversitate
Situată în ecoregiunea , aria protejată conține 5 habitate naturale: Tufărișuri termo-mediteraneene și de pre-deșert, Faleze cu floră endemică de pe coastele macaroneziene, Dune de coastă fixe cu vegetație erbacee („dune gri”), Tufărișuri halofile mediteraneene și termo-atlantice (Sarcocornetea fruticosi), Dune mobile de-a lungul țărmului cu Ammophila arenaria („dune albe”).
La baza desemnării sitului se află mai multe specii protejate:
- plante (2): Caralluma burchardii, Ophioglossum polyphyllum
- reptile (1): Chalcides simonyi